# 内陸県

日本の内陸県を示した地図

内陸県（ないりくけん）とは、日本全国の47都道府県のうち、海岸線を持たないものを指す。 海なし県、内陸8県とも言う。

## 一覧と位置
内陸県は、以下の8県である。
- 栃木県
- 群馬県
- 埼玉県
- 山梨県
- 長野県
- 岐阜県
- 滋賀県
- 奈良県

これらはいずれも本州島内にあり、海に接する離島も存在しない。3県が関東地方、3県が中部地方、2県が近畿地方に属し、奈良県以外の7県はすべて他の内陸県と隣接する部分がある。
8県の人口を合計すると1,847万8,684人（2024年10月1日現在）となり、これは日本の全人口の約14.9％を占める。

## 特徴

### 気候
内陸県の気候の特徴は、多くは内陸性気候が強く、併せて地域ごとに日本海側気候・太平洋側気候・瀬戸内海式気候・中央高地式気候のいずれかがみられる。

### 水産業
内陸県における水産業は皆無ではなく、湖や川における内水面漁業、養殖業などがある。どの内陸県の県庁にも水産業を所管する部署があり、独立した内水面水産試験場を持っている県もある。また漁業が盛んな内陸県には水産関係の学科を有する専門高校も存在する。
琵琶湖が大きな面積（約6分の1）を占める滋賀県は内陸県で唯一漁港があり、その数も20と、鳥取・富山・山形・大阪・福島の各府県よりも多い。

### 交通
内陸県では、流通においては海運は直接関連しておらず、灯台もない（「河川および湖沼」の灯台は有る）。
ただ、海に面する都道府県と同様に、鉄道輸送や汽船が発達する時代以前（近世期）から、大きな河川のある地域（木曽川・信濃川・利根川など多数ある）では、川船による水運に加え、大量の木材を筏船に組み、沿岸部へ運んだりしていた。また、水運の要衝地域として発達していった街も多くある。
明治以降の近代化に伴い、コンテナ船の発達により、海港を持たない内陸県は大量輸送のターミナルとは成り得なかったが、現在は高速道路網の整備、小口のトラック輸送の発達により、内陸県にも大規模なトラックターミナルが多くある。
内陸県のうち、長野県には定期航空路線を持つ松本空港がある。その他の県には定期航空路線がない民間飛行場や、航空自衛隊岐阜基地などがある。

### 水系
河川の水系は、河川法によって「一級水系」（原則として国が区間指定して管理）、「二級水系」（原則として都道府県が区間指定して管理）、「単独水系」に区分され、一級水系には一級河川が、二級水系には二級河川が指定公示される。水系が分水界で囲む領域を流域とよぶが、日本で流域が海や内海と接続しない内陸流域は火口湖や堰止湖などのうちの一部に限られる。山梨県内の富士五湖のうち、西湖・本栖湖・精進湖は流出河川がないため、独立した二級水系に指定され山梨県が二級河川として管理している。日本で内陸流域だけで占められる内陸県は存在しない。内陸県を流れる河川はほぼ一級水系に属して県外に流れ、二級水系が県境を跨ぐ例はほとんどない。例外的に二級水系の銚子川水系、日高川水系、日置川水系の一部上流部が奈良県内を流れるが、銚子川は三重県が、日高川・日置川は和歌山県が、それぞれ区間を指定して管理している。

### 海上保安庁、水上警察
海上保安庁の地方支分部局である管区海上保安本部の管轄区域には、内陸県も割り当てられている。ただし、業務内容は海洋に限られることから、割り当てがあっても内陸県で保安業務を行うことはない。
琵琶湖を有する滋賀県においては内陸県で唯一の水上警察隊が存在する。

### その他
奈良県では、国民の祝日である「海の日」と同じ毎年7月第3月曜日を「奈良県山の日・川の日」としている。「山の日」を制定している内陸県はほかにもあるが、条例で「海の日」に合わせているのは奈良県だけである。
天皇皇后の四大行幸啓の一つ「全国豊かな海づくり大会」は内陸県では「健全な水循環の形成」を理念に、2004年に滋賀県、2010年に岐阜県、2014年に奈良県で開催されたことがある。

## 各県の情報

### 関東地方

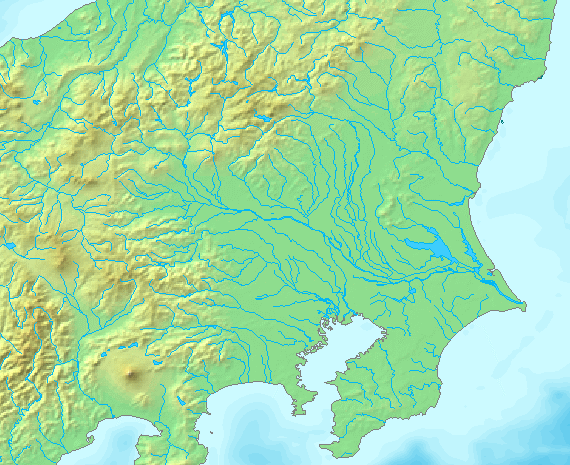

関東地方の内陸県は、利根川水系によって東京湾および太平洋へ、荒川水系によって東京湾へ、那珂川水系によって太平洋へ接続する。
- 栃木県 - 最寄りの海は太平洋（茨城県）。
- 埼玉県 - 最寄りの海は東京湾（太平洋）（東京都・千葉県）。
- 群馬県 - 最寄りの海は日本海（新潟県）。または太平洋（東京都）。県庁所在地の前橋市は、日本一海から遠い県庁所在地である。

### 中部地方

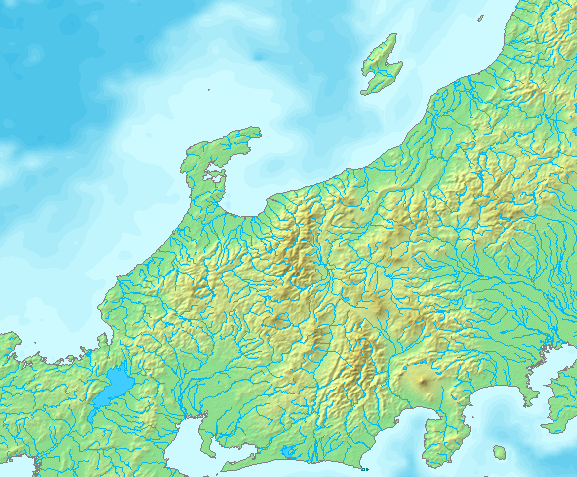

中部地方の内陸県は、いずれの県も日本の屋根とも呼ばれる日本アルプスを擁する。千曲川（信濃川）によって日本海へ、木曽川水系・長良川水系によって伊勢湾へ、天竜川水系によって太平洋へ、富士川水系によって駿河湾へ接続する。
- 長野県 - 最寄りの海は日本海（富山県・新潟県）または太平洋（愛知県・静岡県）。佐久市内には日本で海から一番遠い地点がある。
- 山梨県 - 最寄りの海は太平洋（静岡県・神奈川県）。
- 岐阜県 - 最寄りの海は太平洋（愛知県・三重県）。北部では日本海（富山県・福井県）。

### 関西地方

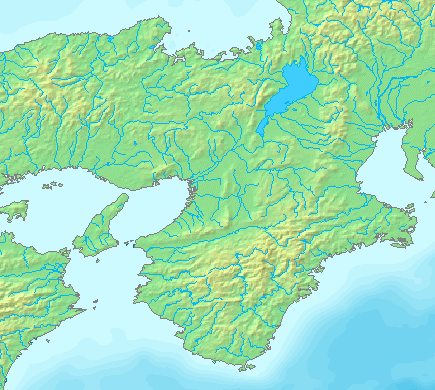

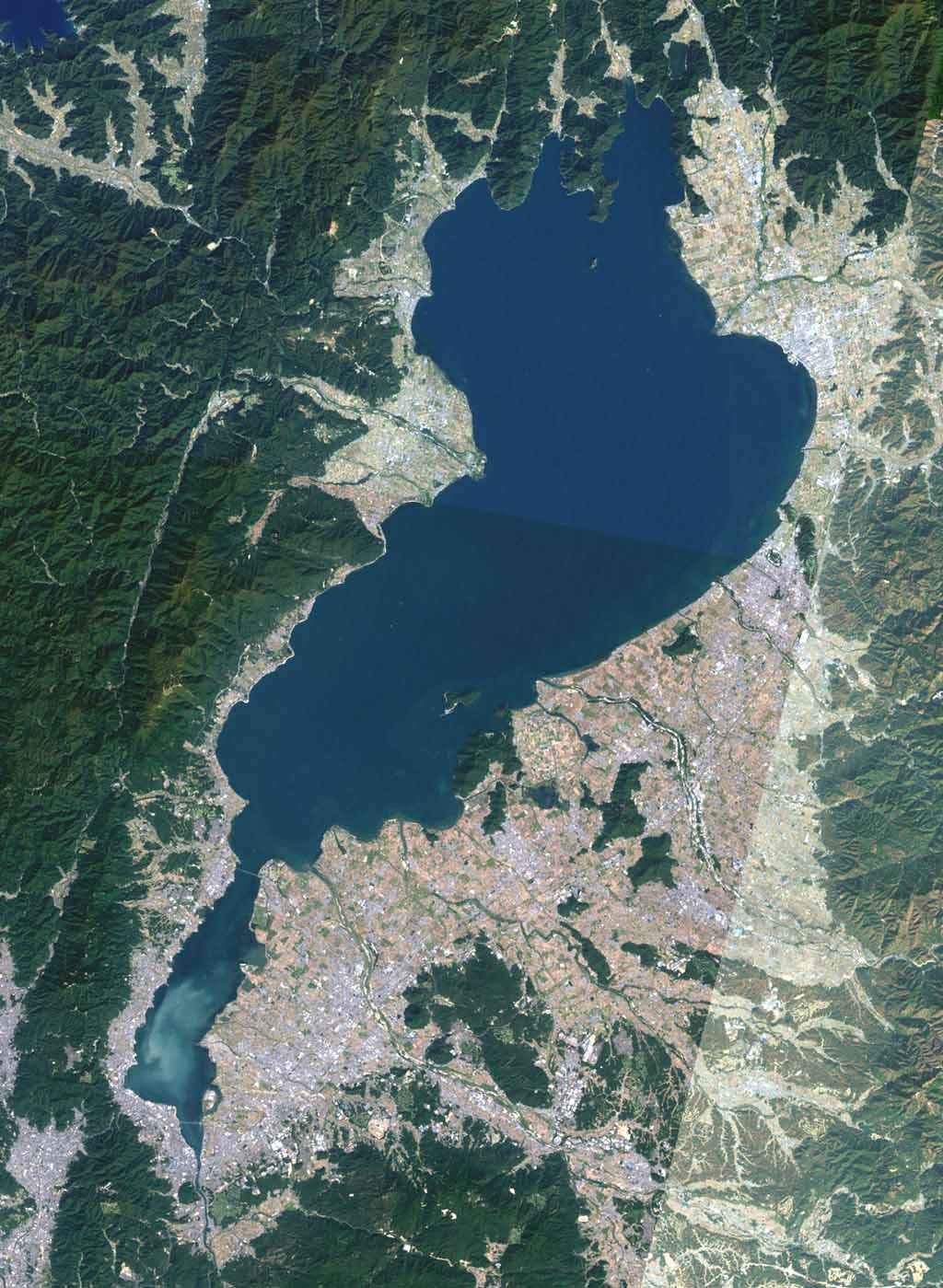
琵琶湖（滋賀県）

関西地方の内陸県は、淀川・大和川によって大阪湾へ、紀の川・日高川によって紀伊水道へ、熊野川・銚子川・日置川によって太平洋へ接続する。（ただし滋賀県のごく一部は北川や藤古川によって、日本海や伊勢湾に接続する。）
- 滋賀県 - 最寄りの海は、日本海（福井県）または太平洋（三重県）または瀬戸内海（大阪府）。
  - かつては現在の福井県嶺南地方が滋賀県に編入されていたこともあり、若狭湾に面していた。
- 奈良県 - 最寄りの海は、瀬戸内海または太平洋（大阪府・三重県・和歌山県）。内陸8県の中で最も面積が小さい。